# Молдавски леј
Леј (рум. leŭ) је званична валута Молдавије. Један леј се дели на 100 бана (ban). Молдавски леј је добио име по румунском леју. Уведен је 29. новембра 1993. Леј је заменио привремене купоне. Међународни код за леј је MDL.
Новац издаје Народна банка Молдавије. Инфлација је износила 7,4% у 2010. години.
Папирне новчанице се издају у апоенима од 1, 5, 10, 20, 50, 100, 200, 500 и 1000 леја а ковани новац у апоенима од 1, 5, 10, 25 и 50 бана.
Као и у многим другим земљама источне Европе јаке стране валуте се користе упоредо са званичним валутама. На првом месту то је амерички долар а на другом евро.